# CP System
Het CP System (Capcom Play System), vaak afgekort tot CPS, is een arcadeboard ontwikkeld door het Japanse Capcom dat spellen op verwisselbare spelcartridges kan afspelen. Het systeem verscheen op 29 juli 1988 en werd in 1993 opgevolgd door CP System II en in 1996 door CP System III.

## Beschrijving
Capcom startte met de ontwikkeling van het CP System nadat arcadeboards in de jaren 80 van de twintigste eeuw ontworpen waren om slechts een spel af te kunnen spelen. Capcom hoopte door een systeem te ontwerpen waarbij spellen verwisselbaar zijn, dat dit aantrekkelijk zou zijn voor eigenaars van arcadehallen. De eigenaar hoefde nu slechts één systeembord aan te schaffen en kon de computerspellen verwisselen voor een fractie van de kosten.
Het CP System werd echter geplaagd doordat er vele vervalsingen van haar spellen op de markt kwamen. Soms werden kopieën van spellen vaker gespeeld dan het origineel. Dit probleem werd echter opgelost met het CP System II.
Op het systeem verschenen 33 arcadespellen, waaronder de succesvolle titels Street Fighter II, Street Fighter II: Champion Edition, Street Fighter II Turbo: Hyper Fighting en Final Fight, die tevens werden geporteerd naar diverse home- en spelcomputers.

## Technische specificaties
- Processor
  - Motorola 68000, klokfrequentie 10 MHz
  - Zilog Z80, klokfrequentie 3,58 MHz
- Geluidsprocessor
  - Yamaha YM2151 en een Oki OKI6295
- Grafisch
  - Beeldresolutie: 384×224 pixels, vernieuwingsfrequentie 60 Hz
  - Kleuren: 65.536 kleuren, waarvan 4096 tegelijkertijd
- Sprites
  - Grootte: 16 bij 16 pixels met 16 kleuren
  - Tegelijkertijd zichtbaar: 256 per scanline
- Werkgeheugen
  - Motorola: 64 kilobyte
  - Zilog: 2 kilobyte
  - PPU: 192 kB videoram en 16 kB cache

## Lijst van spellen
- Forgotten Worlds (1988)
- Ghouls 'n Ghosts (1988)
- Strider (1989)
- Dynasty Wars (1989)
- Willow (1989)
- U.N. Squadron (1989)
- Final Fight (1989)
- Pang (1989)
- 1941: Counter Attack (1990)
- Mercs (1990)
- Mega Twins (1990)
- Magic Sword - Heroic Fantasy (1990)
- Carrier Air Wing (1990)
- Nemo (1990)
- Street Fighter II (1991)
- Three Wonders (1991)
- The King of Dragons (1991)
- Block Block (1991)
- Captain Commando (1991)
- Knights of the Round (1991)
- Varth: Operation Thunderstorm (1992)
- Street Fighter II Turbo: Hyper Fighting (1992)
- Pang! 3 (1995)

## Opvolgers

### CP System II
Het CP System II (CPS-2) draait op een kloksnelheid van 16 MHz met 4096 gelijktijdige kleuren uit een totaalpalet van 16 miljoen. Ondanks de populariteit van het oorspronkelijke CP System, circuleerden er ook vele kopieën. Om dit probleem op te lossen bouwde Capcom een encryptieprogramma in het ROM met decryptietabellen die in een geheugen met batterij werden opgeslagen.
Gedurende enige tijd raakten de batterijen leeg met het gevolg dat het arcadeboard stopte met functioneren omdat de processor geen programmacode kan uitvoeren zonder de decryptietabellen. Dit is bekend als de "suicide battery" (zelfmoordbatterij). Uiteindelijk zouden alle CPS-2-boards op legitieme wijze stoppen met functioneren, tenzij men het liet vervangen door Capcom.

### CP System III
Het CP System III (CPS-3) verscheen in 1996 en is het laatste arcadeboard ontwikkeld door Capcom. Ditmaal bracht men een beveiligingssysteem aan op cd met een cartridge waarop het BIOS en de SH-2-processor zijn aangebracht. Decryptie vindt plaats via statisch geheugen (SRAM) met een batterij.
De CPS-3 draait op een klokfrequentie van 25 MHz en kan gelijktijdig 32.768 kleuren tonen uit een palet van 16 miljoen. Het maximaal aantal sprites is 1024 en er is ondersteuning voor diverse scrollmethodes. De standaard weergave is 384×224 pixels of 496×224 pixels in breedbeeldmodus.
Er werden voor de CPS-3 in totaal zes spellen ontwikkeld, allen in het genre vechtspel.